# Ira Steven Behr
Ira Steven Behr (23 de outubro de 1953) é um roteirista e produtor televisivo americano. Behr é provavelmente mais conhecido por seu trabalho como produtor executivo na série Star Trek: Deep Space Nine, tendo também escrito vários roteiros do programa. Ele também foi produtor de Star Trek: The Next Generation durante sua terceira temporada, entre 1989 e 1990.

## Biografia
Behr nasceu em Nova Iorque, Nova Iorque. Ele estudou comunicação de massa e teatro no Lehman College. Depois de se formar, Behr uma bolsa de estudo em dramaturgia na Universidade Brandeis, se mudando para Los Angeles para perseguir uma carreira como roteirista. Apesar de sua paixão ter sido inicialmente comédias, ele se tornou famoso por seus dramas. Seu primeiro trabalho em uma série dramática foi em Maverick, mais tarde trabalhando como editor de histórias na série Jessica Novak. Behr também atuou como roteirista/produtor em Fame e The Bronx Zoo.

## Star Trek
Depois de anos trabalhando como roteirista e produtor de televisão, e enquanto ainda era um membro da equipe de Beyond Reality, Behr foi contratado como produtor para a terceira temporada de Star Trek: The Next Generation, também escrevendo três episódios: "Yesterday's Enterprise", "Captain's Holiday" e "Qpid". Ele deixou The Next Generation ao final da temporada, porém dois anos depois retornou a franquia Star Trek como produtor supervisor no episódio piloto de Star Trek: Deep Space Nine.
Na terceira temporada de Deep Space Nine ele foi promovido a co-produtor executivo. No ano seguinte, com Michael Piller saindo do programa para produzir a nova série da franquia, Star Trek: Voyager, Behr foi novamente promovido, desta vez para showrunner e produtor executivo, permanecendo nestes cargos até o final do programa em 1999.
Ele interpretou um papel importante no desenvolvimento da espécie alienígena dos ferengi, até escrevendo o livro cômico The Rules of Acquisition, uma compilação dos guias da cultura ferengi. Behr, junto com os roteiristas Robert Hewitt Wolfe e Hans Beimler, possivelmente deva receber o maior crédito pelo desenvolvimento do arco de história da Guerra dos Dominion, que saiu do formato episódio tradicional de todas as série de Star Trek precedentes.

## PósStar Trek
Depois que Deep Space Nine terminou,  Behr se envolveu em outras série de televisão. Ele trabalhou como produtor consultor em Dark Angel, roteirista e produtor executivo em The Twilight Zone, roteirista e produtor executivo em The 4400, criado pelo veterano de Star Trek René Echevarria, e roteirista, showrunner e produtor executivo de Alphas.